# سهيلة أندراوس
سهيلة اندراوس اسمها الحركي "ثريا الأنصاري" هيَ مناضلة فلسطينية ولدت في 28 آذار 1953 وعاشت في ضاحية بيروت في حي الحدث، بعد مذبحة تل الزعتر حاولت أن تصبح راهبة في أحد الأديرة لكنها عدلت عن الفكرة. انتمت للجبهة الشعبية لتحرير فلسطين ثم درست في بغداد وتلقت تدريبات عسكرية خاصة.

## عملية لاندس هوت
شاركت بتاريخ 14 تشرين الأول 1977 في عملية خطف الطائرة الألمانية «لاندس هوت» من طراز بوينغ 737 برحلتها رقم LH 181 المتوجهة من مطار مايوركا إلى فرنكفورت والتي كانت آخر عملية فدائية نظمها وديع حداد قبيل وفاته.
نصت مطالب المنفذين على تحرير 11 زميلا لهم من الجبهة معتقلين في ألمانيا وفدية بقيمة 15 مليون دولار.
كان مقدراً للطائرة المختطفة أن تحط في مطار عدن لكن الخاطفين قاموا باعدام الطيار لتسريبه معلومات عنهم إلى جهات رسمية فانحرفت الطائرة عن مسارها ما أدى إلى نزولها في مطار مقديشو بالصومال حيث قام الرئيس الصومالي سياد بري بالسماح باقتحام الطائرة من قبل فرقة ألمانية (GSG 9) بالتنسيق مع الإنكليز في 18 تشرين الأول. قُتل رفاق سهيلة الثلاثة وهم قائد العملية زهير عكاشة الذي كان حياً لكن أُجهز عليه، ونبيل حربي ونادية دعيبس التي قتلت داخل دورة مياه الطائرة وأصيبت سهيلة بعشر طلقات. وظهرت في تقارير مصورة ترفع شارة النصر رغم اصابتها البليغة.

## السجن، الزواج، والعودة إلى السجن!
حكم عليها في الصومال في 25 نيسان 1978 بالسجن 20 سنة ولكن أطلق سراحها لأسباب صحية. بدلت اسمها وتزوجت من الدكتور أحمد أبو مطر وانجبت منه طفلة ولجأت إلى النرويج عام 1991.
تم اعتقالها في أوسلو وترحيلها إلى ألمانيا في تشرين الثاني حيث حوكمت وحكم عليها بالسجن 12 سنة وسجنت حتى عام 1997 في ألمانيا ثم سمح لها بإكمال محكوميتها في سجن نرويجي لحملها الجنسية النروجية.
أطلق سراحها عام 1999 أي بعد 6 سنوات من السجن لأسباب صحية.

## عن سهيلة
في كتابها «للجيش الأحمر كان هو النظام، لي كان الأب» ابدت الرهينة السابقة غابرييلِ فون لوتساو عدم تفهمها لحرية انداروس ووصفت مشاركتها بالعملية بالوحشية الفائقة.
اعتذرت سهيلة من بعض رهائن الطائرة المخطوفة لاحقا باكية في الفيلم شبه الوثائقي «لعبة الموت» لهاينريخ بريلورز من المؤسسة الألمانية الغربية للإرسال WDR.
في النهار التالي للعملية، عنونت صحيفة السفيراللبنانية صفحتها الأولى بصورة سهيلة على الحمالة رافعة إشارة النصر وفوقها كُتب: رابعة الأربعة!